# Ophelia bicornis
Espèce
Ophelia bicornis est une espèce de vers marins polychètes appartenant à la famille des Opheliidae.